# 羅馬聖教會總司庫
羅馬聖教會總司庫（義大利語：Camerlengo di Santa Romana Chiesa），亦譯為總務樞機、教廷財務總管、教廷總務、或直接簡稱為「總司庫」，是聖座重大職務之一，從屬於教宗府。該職位的功能如其名，主要負責統籌管理羅馬教廷的財務。
在教宗若望·保祿二世頒布的宗座憲令《善牧》中，規定總司庫必須由樞機出任，雖然在15世紀時並非全由樞機來擔任。此職在宗座出缺期間，還要全權暫代處理羅馬教廷的事務，並向樞機團報告，且要負責安排接下來的教宗選舉。
現任總司庫為凱文·若瑟·法雷爾樞機，自2019年2月14日起就任。

總務樞機牧徽格式

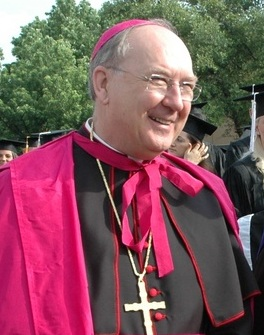
現任總司庫凱文·若瑟·法雷爾

## 歷史
起初，羅馬教會總執事為負責管理聖座財產者，然而在各種立規及特權的加持下這一職務經常干涉到教宗的職權。於是在最後一任總執事被選為教宗額我略七世後，深知此職務的過於濫權的他裁撤了此職並委任樞機來管理宗座財務院，這也就是總司庫一職的設立之始。

## 大眾文化
總司庫一職曾在美國作家丹·布朗所著小說《天使與魔鬼》出現。該小說改編電影中的總司庫派屈克·麥肯納（伊旺·麥奎格飾演）僅具神父身份，與實際上總司庫必須由樞機擔任存有差異。

## 聖教會總司庫列表
以下是聖教會總司庫的列表：
- Jordan of S. Susanna（documented 1147年－1151年）
- Franchus（1151年）
- Rainierus（documented 1151年）
- Yngo（documented 1154年）
- Boso Breakspeare（1154/1155年－1159年）
- Bernard the Templar（documented 1163年）
- Teodino de Arrone（documented 1163年）
- Franco Gaufridus Fulchier（documented 1175年－1181年）
- Gerardo Allucingoli（約1182年/1184年）
- Melior le Maitre（documented 1184年－1187）
- 森西歐·薩維利（1188年－1198年）
- Riccardo（documented 1198年）[6]
- Ottaviano Conti di Segni（1200年－1206年）
- Stefano di Ceccano（1206年－1216年）
- Pandolfo Verraclo（1216年－1222年）
- Sinibaldo（ca.1222 年－ca.1227年）
- 雷纳尔多·康蒂·迪塞尼（1227年－1231年）
- （1231－1236：no information found）
- Giovanni da Ferentino（1236年－1238年）
- （1238年－1243年：no information found）
- Martino（約1243年－約1251年）
- Boetius（1251年－1254年）
- Niccolo da Anagni（1254年－1261年）
- Pierre de Roncevault（1261年－1262年）
- Pierre de Charny（1262年－1268年）
- Odo of Châteauroux（occupied the post in 1270年）
- Pietro de Montebruno（occupied the post in 1272年）[7]
- Guglielmo di San Lorenzo（occupied the post in 1274年）[7]
- Raynaldus Marci（occupied the post in 1277年）[7]
- Angelo de Vezzosi（occupied the post in 1278）[7]
- Berardo di Camerino（1279年－1288年）[7]
- Niccolo（occupied the post in 1289年）[7]
- Tommaso d'Ocra（1294年）
- Teodorico Ranieri（約1295年－1299年）
- Giovanni（1301年－1305年）
- Arnaud Frangier de Chanteloup（1305年－1307年）
- Bertrand des Bordes（1307年－1311年）
- Arnaud d'Aux（1311年－1319年）
- Gasbert de Valle（1319年－1347年）
- Stefano Aldebrandi Cambaruti（1347年－1360年）
- Arnaud Aubert（1361年－1371年）
- Pierre du Cros（1371年－1383年）
- Marino Giudice（documented 1380年－1382年）
- Marino Bulcani（documented 1386年－1394年）
- Corrado Caraccioli（documented 1396年－1405年）
- Leonardo de Sulmona（named in 1405年）
- Antonio Correr（1406年－1415年）
- François de Conzie（1415年[註 1]－1431年）
- Francesco Condulmer（1432年－1440年）
- Ludovico Trevisan（1440年－1465年）
- Latino Orsini（1471年－1477年）
- Guillaume d'Estouteville（1477年－1483年）
- Raffaele Riario（1483年－1521年）
- Innocenzo Cibo（1521年）
- Francesco Armellini Pantalassi de' Medici（1521年－1527年）
- Agostino Spinola（1528年－1537年）
- Guido Ascanio Sforza di Santa Fiora（1537年－1564年）
- Vitellozzo Vitelli（1564年－1568年）
- Michele Bonelli（1568年－1570年）
- Luigi Cornaro（1570年－1584年）
- Filippo Vastavillani（1584年－1587年）
- Enrico Caetani（1587年－1599年）
- Pietro Aldobrandini（1599年－1621年）
- Ludovico Ludovisi（1621年－1623年）
- 依玻里多·阿爾多布蘭迪尼（英语：Ippolito Aldobrandini (cardinal)）（1623年－1638年）
- Antonio Barberini（1638年－1671年）
- Paluzzo Paluzzi Altieri degli Albertoni（1671年－1698年）
- Galeazzo Marescotti, pro-camerlengo（1698年）
- Giovanni Battista Spinola（1698年－1719年）
- 安尼巴萊·阿爾巴尼（英语：Annibale Albani）（1719年－1747年）
- Silvio Valenti Gonzaga（1747年－1756年）
- Girolamo Colonna di Sciarra（1756年－1763年）
- 嘉祿·雷佐尼科（英语：Carlo Rezzonico (cardinal)）（1763年－1799年）
- Romoaldo Braschi-Onesti（1800年－1801年）
- Giuseppe Maria Doria Pamphili, pro-camerlengo（1801年－1814年）
- 巴爾多祿茂·帕卡（英语：Bartolomeo Pacca）（1814年－1824年）
- 伯多祿·方濟各·加萊菲（英语：Pietro Francesco Galleffi）（1824年－1837年）
- Giacomo Giustiniani（1837年－1843年）
- 多默·里瓦爾·斯福爾扎（英语：Tommaso Riario Sforza）（1843年－1857年）
- Lodovico Altieri（1857年－1867年）
- Filippo de Angelis（1867年－1877年）
- 雲先·若亞敬·辣法耳·類斯·佩西（1877年－1878年），後為教宗(1878年-1903年)
- Camillo di Pietro（1878年－1884年）
- Domenico Consolini（1884年）
- Luigi Oreglia di Santo Stefano（1885年－1913年）
- Francesco Salesio Della Volpe（1914年－1916年）
- 伯多禄·加斯帕里（1916年－1934年）
- 恩仁·派契利（1935年－1939年），後為教宗(1939年－1958年)
- Lorenzo Lauri（1939年－1941年）
- 本篤·阿洛伊西·馬西拉（英语：Benedetto Aloisi Masella）（1958年－1970年）
- 若望-瑪利亞·羅佑（英语：Jean-Marie Villot）（1970年－1979年）
- Paolo Bertoli（1979年－1985年）
- Sebastiano Baggio（1985年－1993年）
- 愛德華·馬丁內斯-索馬洛（1993年－2007年）
- 塔爾奇西奧·貝爾托內（2007年－2014年）
- 若望-類斯·托朗（2014年－2018年）
- 凱文·若瑟·法雷爾（2019年至今）